# Seznam iranskih fizikov
Seznam iranskih fizikov.

## A
- Fereydoon Abbasi (1943 –)
- Šahriar Afšar (1971 –)
- Nima Arkani-Hamed (1972 –)

## F
- Mohsen Fahrizadeh / Muhsin Fahrizade (1958 – 2020: atentat)

## H
- Ibn al-Haitam (965 – 1041)

## I
- Mozaffar ibn Ismail

## R
- Razi, Zakariya (Rhazes)

## T
- Alenush Terian (1921 – 2011) (armensko-iranska astrofizičarka)

## V
- Kamran Vafa (کامران وفا‎) (1960 –)